# Melanie Wilson
Melanie Kate Wilson (Southampton, 25 de junio de 1984) es una deportista británica que compitió en remo.
Participó en dos Juegos Olímpicos de Verano, obteniendo una medalla de plata en Río de Janeiro 2016, en la prueba de ocho con timonel, y el sexto lugar en Londres 2012, en cuatro scull. Ganó una medalla de oro en el Campeonato Europeo de Remo de 2016.

## Palmarés internacional
| Juegos Olímpicos   | Juegos Olímpicos        | Juegos Olímpicos | Juegos Olímpicos |
| Año                | Lugar                   | Medalla          | Prueba           |
| ------------------ | ----------------------- | ---------------- | ---------------- |
| 2016               | Río de Janeiro (Brasil) | Medalla de plata | Ocho con timonel |
| Campeonato Europeo |                         |                  |                  |
| Año                | Lugar                   | Medalla          | Prueba           |
| 2016               | Brandeburgo (Alemania)  | Medalla de oro   | Ocho con timonel |